# (24501) 2001 AN37
(24501) 2001 AN37 è un asteroide troiano di Giove del campo greco. Scoperto nel 2001, presenta un'orbita caratterizzata da un semiasse maggiore pari a 5,187381 UA e da un'eccentricità di 0,105579, inclinata di 20,254750° rispetto all'eclittica. Ha un diametro di 24,543 km e un'albedo di 0,074.